# Collegio di Lewisham East
Lewisham East è un collegio elettorale situato nella Grande Londra, e rappresentato alla Camera dei comuni del Parlamento del Regno Unito. Elegge un membro del parlamento con il sistema first-past-the-post, ossia maggioritario a turno unico; l'attuale parlamentare è Janet Daby del Partito Laburista, che rappresenta il collegio dal 2018.

## Estensione

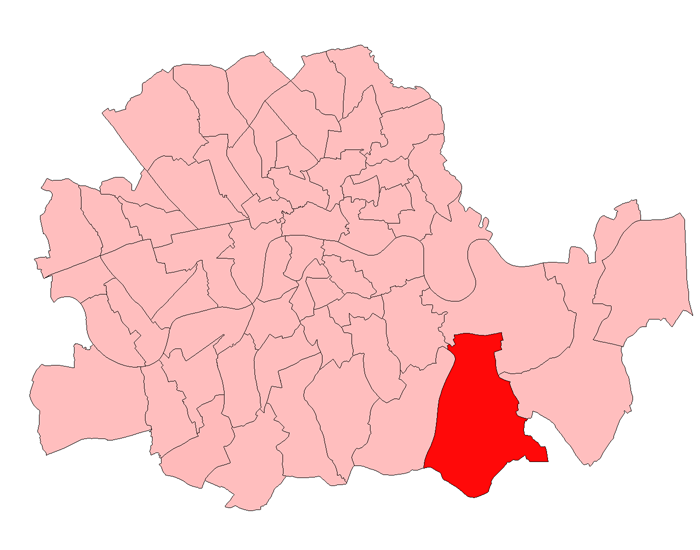
Lewisham East all'interno di Londra, 1918–49

Mappa dei ward del Borough, nel 1916

Lewisham East dal 2010 al 2024

- 1918–1950: i ward del Metropolitan Borough of Lewisham di Blackheath, Church, Lewisham Park, Manor e  South, e parti dei ward di Catford e Lewisham Village.
- 1974–1983: i ward del borgo londinese di Lewisham di Blackheath and Lewisham Village, Grove Park, Lewisham Park, Manor Lee, St Andrew, St Mildred Lee, South Lee, Southend e Whitefoot.
- 1983–2010: i ward del borgo londinese di Lewisham di Blackheath, Churchdown, Downham, Grove Park, Hither Green, Manor Lee, St Margaret, St Mildred e Whitefoot.
- 2010–2024: i ward del borgo londinese di Lewisham di Blackheath, Catford South, Downham, Grove Park, Lee Green, Rushey Green e Whitefoot.
- dal 2024: i ward del borgo londinese di Lewisham  di Bellingham; Catford South; Downham; Grove Park; Hither Green; Lee Green e Rushey Green.[1]

## Membri del parlamento
| Elezione | Elezione        | Deputato                 | Partito           |
| -------- | --------------- | ------------------------ | ----------------- |
|          | 1918            | Assheton Pownall         | Conservatore      |
|          | 1945            | Herbert Stanley Morrison | Laburista         |
|          | 1950            | Collegio abolito         | Collegio abolito  |
|          | Feb 1974        | Collegio ricreato        | Collegio ricreato |
|          | Feb 1974        | Roland Moyle             | Laburista         |
|          | 1983            | Colin Moynihan           | Conservatore      |
|          | 1992            | Bridget Prentice         | Laburista         |
| 2010     | Heidi Alexander |                          | Laburista         |
| 2018 (S) | Janet Daby      |                          | Laburista         |

## Elezioni

### Elezioni negli anni 2020
| Partito                    | Partito                                | Candidato                  | Risultati 4 luglio 2024 | Risultati 4 luglio 2024 |
| Partito                    | Partito                                | Candidato                  | Voti                    | %                       |
| -------------------------- | -------------------------------------- | -------------------------- | ----------------------- | ----------------------- |
|                            | Laburista                              | Janet Daby                 | 23 646                  | 58,19                   |
|                            | Verde                                  | Mike Herron                | 5 573                   | 13,71                   |
|                            | Conservatore                           | Louise Brice               | 4 401                   | 10,83                   |
|                            | Reform UK                              | Ruth Handyside             | 3 469                   | 8,54                    |
|                            | Lib Dem                                | Callum Littlemore          | 2 471                   | 6,08                    |
|                            | Workers                                | Steph Koffi                | 577                     | 1,42                    |
|                            | Popoli Cristiani                       | Maureen Martin             | 404                     | 0,99                    |
|                            | Shared Ground                          | Richard Galloway           | 96                      | 0,24                    |
|                            |                                        |                            |                         |                         |
| Iscritti                   | Iscritti                               | Iscritti                   | 73 376                  | 100,00                  |
| ↳ Votanti (% su iscritti)  | ↳ Votanti (% su iscritti)              | ↳ Votanti (% su iscritti)  | 40 637                  | 55,38                   |
| ↳ Astenuti (% su iscritti) | ↳ Astenuti (% su iscritti)             | ↳ Astenuti (% su iscritti) | 32 739                  | 44,62                   |
|                            |                                        |                            |                         |                         |
|                            | Esito: collegio confermato a Laburista |                            |                         |                         |

### Elezioni negli anni 2010
| Partito                    | Partito                                | Candidato                  | Risultati 12 dicembre 2019 | Risultati 12 dicembre 2019 |
| Partito                    | Partito                                | Candidato                  | Voti                       | %                          |
| -------------------------- | -------------------------------------- | -------------------------- | -------------------------- | -------------------------- |
|                            | Laburista                              | Janet Daby                 | 26 661                     | 59,49                      |
|                            | Conservatore                           | Sam Thurgood               | 9 653                      | 21,54                      |
|                            | Lib Dem                                | Ade Fatukasi               | 5 039                      | 11,24                      |
|                            | Verdi                                  | Rosamund Adoo-Kissi-Debrah | 1 706                      | 3,81                       |
|                            | Brexit                                 | Wesley Pollard             | 1 234                      | 2,75                       |
|                            | Popoli Cristiani                       | Maureen Martin             | 277                        | 0,62                       |
|                            | Indipendente                           | Mark Barber                | 152                        | 0,34                       |
|                            | Young People's                         | Richard Galloway           | 50                         | 0,11                       |
|                            | Indipendente                           | Elder Mighton              | 43                         | 0,10                       |
|                            |                                        |                            |                            |                            |
| Iscritti                   | Iscritti                               | Iscritti                   | 67 857                     | 100,00                     |
| ↳ Votanti (% su iscritti)  | ↳ Votanti (% su iscritti)              | ↳ Votanti (% su iscritti)  | 44 815                     | 66,04                      |
| ↳ Astenuti (% su iscritti) | ↳ Astenuti (% su iscritti)             | ↳ Astenuti (% su iscritti) | 23 042                     | 33,96                      |
|                            |                                        |                            |                            |                            |
|                            | Esito: collegio confermato a Laburista |                            |                            |                            |

| Partito                    | Partito                                | Candidato                  | Risultati 14 giugno 2018 | Risultati 14 giugno 2018 |
| Partito                    | Partito                                | Candidato                  | Voti                     | %                        |
| -------------------------- | -------------------------------------- | -------------------------- | ------------------------ | ------------------------ |
|                            | Laburista                              | Janet Daby                 | 11 033                   | 50,20                    |
|                            | Lib Dem                                | Lucy Salek                 | 5 404                    | 24,59                    |
|                            | Conservatore                           | Ross Archer                | 3 161                    | 14,38                    |
|                            | Verdi                                  | Rosamund Adoo-Kissi-Debrah | 788                      | 3,59                     |
|                            | Women's Equality                       | Mandu Reid                 | 506                      | 2,30                     |
|                            | UKIP                                   | David Kurten               | 380                      | 1,73                     |
|                            | For Britain                            | Anne Marie Waters          | 266                      | 1,21                     |
|                            | Popoli Cristiani                       | Maureen Martin             | 168                      | 0,76                     |
|                            | Monster Raving Loony                   | Howling Laud Hope          | 93                       | 0,42                     |
|                            | Democratici e Veterani                 | Massimo DiMambro           | 67                       | 0,30                     |
|                            | Libertario                             | Sean Finch                 | 38                       | 0,17                     |
|                            | —                                      | Charles Edward Carey       | 37                       | 0,17                     |
|                            | Radicale                               | Patrick Gray               | 20                       | 0,09                     |
|                            | Young People's                         | Thomas Hall                | 18                       | 0,08                     |
|                            |                                        |                            |                          |                          |
| Iscritti                   | Iscritti                               | Iscritti                   | 66 140                   | 100,00                   |
| ↳ Votanti (% su iscritti)  | ↳ Votanti (% su iscritti)              | ↳ Votanti (% su iscritti)  | 22 056                   | 33,35                    |
| ↳ Astenuti (% su iscritti) | ↳ Astenuti (% su iscritti)             | ↳ Astenuti (% su iscritti) | 44 084                   | 66,65                    |
|                            |                                        |                            |                          |                          |
|                            | Esito: collegio confermato a Laburista |                            |                          |                          |

| Partito                    | Partito                                | Candidato                  | Risultati 8 giugno 2017 | Risultati 8 giugno 2017 |
| Partito                    | Partito                                | Candidato                  | Voti                    | %                       |
| -------------------------- | -------------------------------------- | -------------------------- | ----------------------- | ----------------------- |
|                            | Laburista                              | Heidi Alexander            | 32 072                  | 67,95                   |
|                            | Conservatore                           | Peter Fortune              | 10 859                  | 23,01                   |
|                            | Lib Dem                                | Emily Frith                | 2 086                   | 4,42                    |
|                            | Verdi                                  | Störm Poorun               | 803                     | 1,70                    |
|                            | UKIP                                   | Keith Forster              | 798                     | 1,69                    |
|                            | Indipendente                           | Willow Winston             | 355                     | 0,75                    |
|                            | Popoli Cristiani                       | Maureen Martin             | 228                     | 0,48                    |
|                            |                                        |                            |                         |                         |
| Iscritti                   | Iscritti                               | Iscritti                   | 68 124                  | 100,00                  |
| ↳ Votanti (% su iscritti)  | ↳ Votanti (% su iscritti)              | ↳ Votanti (% su iscritti)  | 47 201                  | 69,29                   |
| ↳ Astenuti (% su iscritti) | ↳ Astenuti (% su iscritti)             | ↳ Astenuti (% su iscritti) | 20 923                  | 30,71                   |
|                            |                                        |                            |                         |                         |
|                            | Esito: collegio confermato a Laburista |                            |                         |                         |

| Partito                    | Partito                                | Candidato                  | Risultati 7 maggio 2015 | Risultati 7 maggio 2015 |
| Partito                    | Partito                                | Candidato                  | Voti                    | %                       |
| -------------------------- | -------------------------------------- | -------------------------- | ----------------------- | ----------------------- |
|                            | Laburista                              | Heidi Alexander            | 23 907                  | 55,70                   |
|                            | Conservatore                           | Peter Fortune              | 9 574                   | 22,31                   |
|                            | UKIP                                   | Anne Marie Waters          | 3 886                   | 9,05                    |
|                            | Lib Dem                                | Julia Fletcher             | 2 455                   | 5,72                    |
|                            | Verdi                                  | Störm Poorun               | 2 429                   | 5,66                    |
|                            | People Before Profit                   | Nick Long                  | 390                     | 0,91                    |
|                            | Popoli Cristiani                       | Maureen Martin             | 282                     | 0,66                    |
|                            |                                        |                            |                         |                         |
| Iscritti                   | Iscritti                               | Iscritti                   | 66 913                  | 100,00                  |
| ↳ Votanti (% su iscritti)  | ↳ Votanti (% su iscritti)              | ↳ Votanti (% su iscritti)  | 42 923                  | 64,15                   |
| ↳ Astenuti (% su iscritti) | ↳ Astenuti (% su iscritti)             | ↳ Astenuti (% su iscritti) | 23 990                  | 35,85                   |
|                            |                                        |                            |                         |                         |
|                            | Esito: collegio confermato a Laburista |                            |                         |                         |

| Partito                    | Partito                                | Candidato                  | Risultati 6 maggio 2010 | Risultati 6 maggio 2010 |
| Partito                    | Partito                                | Candidato                  | Voti                    | %                       |
| -------------------------- | -------------------------------------- | -------------------------- | ----------------------- | ----------------------- |
|                            | Laburista                              | Heidi Alexander            | 17 966                  | 43,06                   |
|                            | Lib Dem                                | Pete Pattisson             | 11 750                  | 28,16                   |
|                            | Conservatore                           | Jonathan Clamp             | 9 850                   | 23,61                   |
|                            | UKIP                                   | Roderick Reed              | 771                     | 1,85                    |
|                            | Verdi                                  | Priscilla Cotterell        | 624                     | 1,50                    |
|                            | Democratici                            | James Rose                 | 426                     | 1,02                    |
|                            | People Before Profit                   | George Hallam              | 332                     | 0,80                    |
|                            |                                        |                            |                         |                         |
| Iscritti                   | Iscritti                               | Iscritti                   | 65 926                  | 100,00                  |
| ↳ Votanti (% su iscritti)  | ↳ Votanti (% su iscritti)              | ↳ Votanti (% su iscritti)  | 41 719                  | 63,28                   |
| ↳ Astenuti (% su iscritti) | ↳ Astenuti (% su iscritti)             | ↳ Astenuti (% su iscritti) | 24 207                  | 36,72                   |
|                            |                                        |                            |                         |                         |
|                            | Esito: collegio confermato a Laburista |                            |                         |                         |

### Elezioni negli anni 2000
| Partito                    | Partito                                | Candidato                  | Risultati 5 maggio 2005 | Risultati 5 maggio 2005 |
| Partito                    | Partito                                | Candidato                  | Voti                    | %                       |
| -------------------------- | -------------------------------------- | -------------------------- | ----------------------- | ----------------------- |
|                            | Laburista                              | Bridget Prentice           | 14 263                  | 45,82                   |
|                            | Conservatore                           | James Cleverly             | 7 512                   | 24,13                   |
|                            | Lib Dem                                | Richard Thomas             | 6 787                   | 21,80                   |
|                            | Verdi                                  | Anna Baker                 | 1 243                   | 3,99                    |
|                            | UKIP                                   | Arnold Tarling             | 697                     | 2,24                    |
|                            | Fronte Nazionale                       | Bernard Franklin           | 625                     | 2,01                    |
|                            |                                        |                            |                         |                         |
| Iscritti                   | Iscritti                               | Iscritti                   | 55 269                  | 100,00                  |
| ↳ Votanti (% su iscritti)  | ↳ Votanti (% su iscritti)              | ↳ Votanti (% su iscritti)  | 31 127                  | 56,32                   |
| ↳ Astenuti (% su iscritti) | ↳ Astenuti (% su iscritti)             | ↳ Astenuti (% su iscritti) | 24 142                  | 43,68                   |
|                            |                                        |                            |                         |                         |
|                            | Esito: collegio confermato a Laburista |                            |                         |                         |

| Partito                    | Partito                                | Candidato                  | Risultati 7 giugno 2001 | Risultati 7 giugno 2001 |
| Partito                    | Partito                                | Candidato                  | Voti                    | %                       |
| -------------------------- | -------------------------------------- | -------------------------- | ----------------------- | ----------------------- |
|                            | Laburista                              | Bridget Prentice           | 16 160                  | 53,72                   |
|                            | Lib Dem                                | David McInnes              | 7 157                   | 23,79                   |
|                            | Conservatore                           | David Buxton               | 4 937                   | 16,41                   |
|                            | BNP                                    | Barry Roberts              | 1 005                   | 3,34                    |
|                            | Alleanza Socialista                    | Jean Kysow                 | 464                     | 1,54                    |
|                            | UKIP                                   | Maurice Link               | 361                     | 1,20                    |
|                            |                                        |                            |                         |                         |
| Iscritti                   | Iscritti                               | Iscritti                   | 56 657                  | 100,00                  |
| ↳ Votanti (% su iscritti)  | ↳ Votanti (% su iscritti)              | ↳ Votanti (% su iscritti)  | 30 084                  | 53,10                   |
| ↳ Astenuti (% su iscritti) | ↳ Astenuti (% su iscritti)             | ↳ Astenuti (% su iscritti) | 26 573                  | 46,90                   |
|                            |                                        |                            |                         |                         |
|                            | Esito: collegio confermato a Laburista |                            |                         |                         |

## Risultati dei referendum

### Referendum sulla permanenza del Regno Unito nell'Unione europea del 2016
|             | Collegio      | Lasciare UE % | Rimanere in UE % |
| ----------- | ------------- | ------------- | ---------------- |
|             | Lewisham East | 35,4%         | 64,6%            |
|             | Inghilterra   | 53,3%         | 46,7%            |
| Regno Unito | 51,9%         | 48,1%         |                  |